# USS Gato (SSN-615)
| АПЧ «Гато»                 | АПЧ «Гато»                                                                | АПЧ «Гато»                                                                |
| -------------------------- | ------------------------------------------------------------------------- | ------------------------------------------------------------------------- |
| USS Gato (SSN-615)         |                                                                           |                                                                           |
|                            |                                                                           |                                                                           |
|                            |                                                                           |                                                                           |
| Під прапором               | США                                                                       | США                                                                       |
| Спуск на воду              | 14 травня 1964 року                                                       | 14 травня 1964 року                                                       |
| Сучасний статус            | Виведений зі складу флоту 25 квітня 1996 року Утилізований                | Виведений зі складу флоту 25 квітня 1996 року Утилізований                |
| Проєкт                     |                                                                           |                                                                           |
| Тип ПЧ                     | АПЧТ                                                                      | АПЧТ                                                                      |
| Класифікація НАТО          | Thresher/Permit class                                                     | Thresher/Permit class                                                     |
| Основні характеристики     |                                                                           |                                                                           |
| Швидкість (надводна)       | 15 вузлів (28 км/год)                                                     | 15 вузлів (28 км/год)                                                     |
| Швидкість (підводна)       | 28 вузлів (52 км/год)                                                     | 28 вузлів (52 км/год)                                                     |
| Робоча глибина занурення   | 400 м                                                                     | 400 м                                                                     |
| Автономність плавання      | 75 днів , 150000 миль (245 000 км ходу)                                   | 75 днів , 150000 миль (245 000 км ходу)                                   |
| Екіпаж                     | 112 осіб                                                                  | 112 осіб                                                                  |
| Розміри                    |                                                                           |                                                                           |
| Довжина найбільша (по КВЛ) | 84,86 м                                                                   | 84,86 м                                                                   |
| Ширина корпусу найб.       | 9,63 м                                                                    | 9,63 м                                                                    |
| Середня осадка (по КВЛ)    | 7,67 м                                                                    | 7,67 м                                                                    |
| Озброєння                  |                                                                           |                                                                           |
| Торпедно- мінне озброєння  | 4 носових ТА калібру 21 дюймів — 533 мм, 12-18 торпеди                    | 4 носових ТА калібру 21 дюймів — 533 мм, 12-18 торпеди                    |
| Ракетне озброєння          | 4-6 протичовнових КР UUM-44 SUBROC , 4 протикорабельні КР UGM-84 Harpoon, | 4-6 протичовнових КР UUM-44 SUBROC , 4 протикорабельні КР UGM-84 Harpoon, |

«Гато» (англ. USS Gato (SSN-615)) - багатоцільовий атомний підводний човен типу «Трешер/Перміт» ВМС США часів Холодної війни.

## Історія створення
Підводний човен «Гато» був замовлений компанії Electric Boat 9 липня 1960 року. Закладений 15 грудня 1961 року, спущений на воду 14 травня 1964 року. 
Човен вступив у стрій 25 січня 1968 року.

## Історія служби
15 листопада 1969 року «Гато» у Баренцовому морі зіткнувся з радянським підводним човном К-19 на глибині близько 60 м. К-19 зазнав серйозних пошкоджень і змушений був повернутись на базу для ремонту. «Гато» зазнав незначних пошкоджень та продовжив патрулювання.
«Гато» був першим атомним підводним човном, який обігнув Південну Америку і пройшов Магеллановою протокою (1976 рік). У цьому ж поході «Гато» був першим атомним підводним човном, який пройшов Панамським каналом.
25 квітня 1996 року «Гато» був виключений зі складу флоту і утилізований за «Програмою утилізації кораблів та підводних човнів» (англ. SRP, Ship-Submarine Recycling Program).